# Pfitzbach
Der Pfitzbach oder Pfützbach, im Oberlauf Polsambach genannt, ist ein gut 12 km langer, orographisch linker Nebenfluss der Werra an der Westgrenze des Landkreises Schmalkalden-Meiningen zum Wartburgkreis im Westen Thüringens. Er entspringt am Westhang des pyramidalen Pleß im Osten des Salzunger Werraberglandes. 
Der Polsambach verläuft zunächst nach Norden durch den Polsamgrund, der die Grenze der beiden genannten Landkreise bildet. Südlich von Langenfeld verlässt er das Bergland wie auch das Randgebiet des Landkreises Schmalkalden-Meiningen und schlängelt sich fortan ausschließlich im Wartburgkreis in nordöstliche Richtung durch Langenfeld und Wildprechtroda, um schließlich am Nordostrand Bad Salzungens im Ortsteil Allendorf in die Werra zu münden.